# Pintor de Diceo

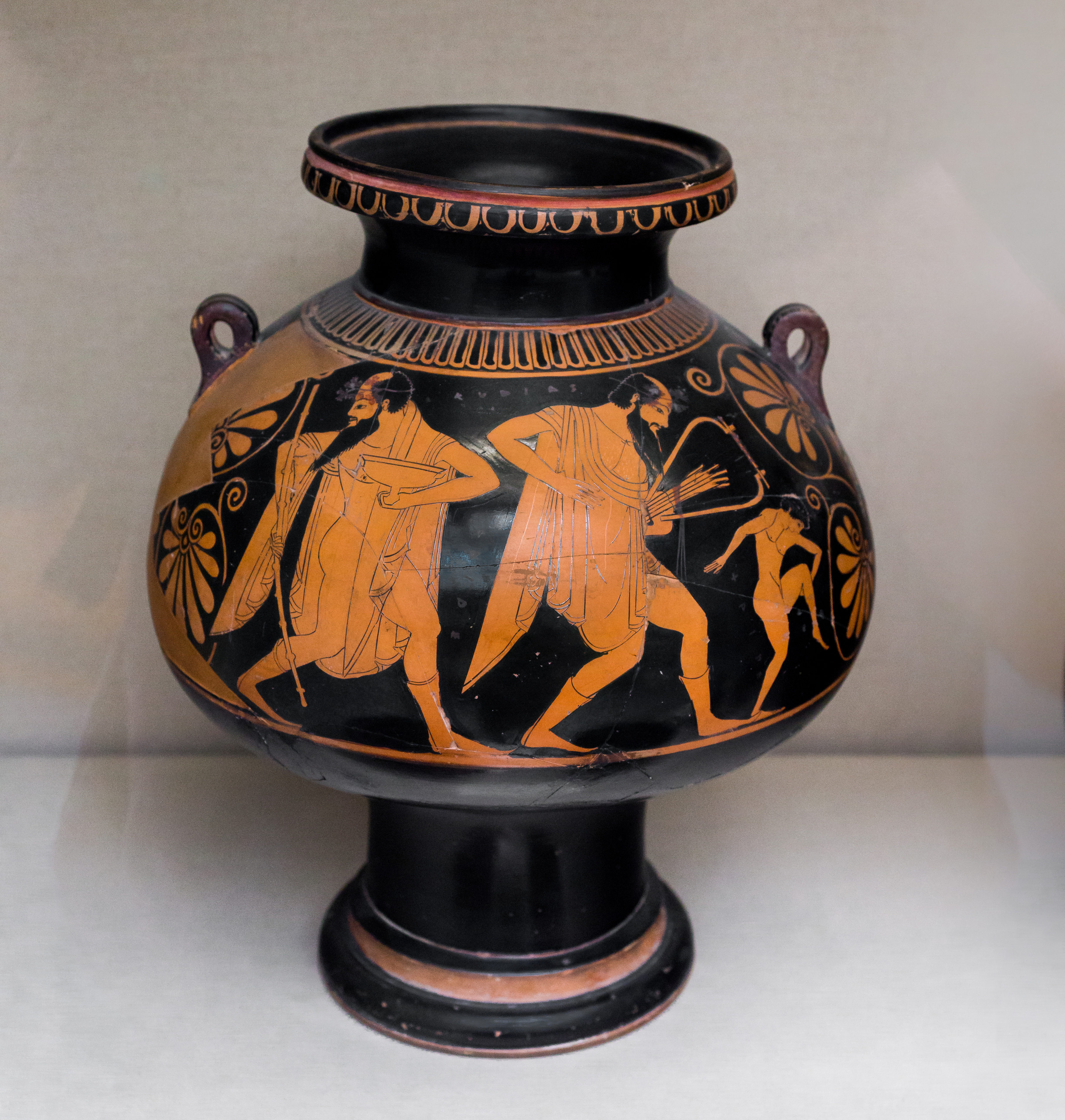
Escena de como con dos hombres calvos y barbudos vestidos solo con capas y un joven en un psictero en el Museo Británico E 767; c. 510/500 a. C.

El Pintor de Diceo fue un pintor griego de vasos que trabajó en Atenas a finales del siglo VI a. C.
Fue un representante del Grupo pionero de la pintura en vasos de figuras rojas, pero en su fama e importancia va a la zaga de los principales representantes Eufronio, Eutimides, Esmicros y Fincias. Aunque también pintó sus vasos en el nuevo estilo, también se sabe que de su mano salieron vasos de figuras negras, donde probablemente aprendió su oficio originalmente. El Pintor de Diceo pertenece así a un número comparativamente pequeño de pintores de vasos, de los que se conocen las obras de los dos estilos principales. 
En su estilo de dibujo de figuras rojas recuerda a Eutimides, pero sus obras también contienen una inquietud interior que proviene de sus orígenes en el estilo de figuras negras, que también caracteriza las obras de Psiax, que trabaja en ambos estilos. Algunas figuras individuales en el estilo de figuras rojas recuerdan tanto a las de Eutimides que parecen copias, lo que parece muy posible dentro del Grupo pionero. Martin Robertson describe la relación de dependencia entre ambos como la de un imitador al modelo y la compara con la relación de Esmicros con Eufronio. En sus obras, el Pintor de Diceo combina a menudo escenas de figuras rojas con ornamentos trabajados en el estilo de figuras negras. Sus obras a menudo recuerdan en su composición a imágenes poco imaginativas, como lo fueron en el estilo de las figuras negras al mismo tiempo. Su maestría, por otra parte, se muestra sobre todo en vasos con escenas de borrachera, comos y amor, especialmente en un calpis en el Museo de Arte e Historia de Bruselas  y un psictero en el Museo Británico. El número de obras que se le atribuyen no es muy grande.